# Nathan Castle
Nathan Wesley Castle (* in Südafrika) ist ein südafrikanischer Schauspieler, Stuntman und Filmeditor.

## Leben
Castle wurde in Südafrika geboren und wuchs mit Englisch und Afrikaans auf. 2019 absolvierte er einen Schauspielkurs an der CityVarsity School of Media and Creative Arts. Weitere Schauspielkurse erhielt er später an verschiedenen Schauspielschulen in Kanada. Erste Erfahrungen in der Filmindustrie sammelte er ab 2017 als Filmeditor in der Fernsehserie KosKaskenades und einer Episodenrolle in der Fernsehserie Tali's Wedding Diary. 2019 war er als Filmeditor für insgesamt 13 Episoden der Fernsehserie Dwaalster verantwortlich. Von 2019 bis 2020 agierte er in 15 Episoden der Fernsehserie Warrior als Stuntman. Als Schauspieler wirkte er 2020 im Kurzfilm Reflection Point, 2021 im Fernsehfilm Nuus om 6 mit. Er erhielt Episodenrollen in The Kingdom, Lui maar op, Belinda, Horror Trips – Wenn Reisen zum Albtraum werden oder Raised by Wolves. Er übernahm eine größere Rolle im Actionfilm Eraser: Reborn in der Rolle des Marco Sari, wobei er für die deutschsprachige Synchronfassung von Marcel Collé gesprochen wurde. Im August 2022 wurde bekannt, dass er die Rolle des Koushirou, den Lehrmeister des von Mackenyu verkörperten Lorenor Zorro, in der Netflix-Serie One Piece übernehmen wird. 2023 wirkte er in vier Episoden der Fernsehserie Arendsvlei als Carlo mit.

## Filmografie (Auswahl)

### Schauspiel
- 2017: Tali's Wedding Diary (Fernsehserie, Episode 1x01)
- 2019: Suidooster (Fernsehserie, Episode 5x155)
- 2020: Reflection Point (Kurzfilm)
- 2021: Nuus om 6 (Fernsehfilm)
- 2021: The Kingdom (Miniserie, Episode 1x06)
- 2021: Lui maar op, Belinda (Fernsehserie, Episode 2x12)
- 2021: Horror Trips – Wenn Reisen zum Albtraum werden (Banged Up Abroad, Fernsehdokuserie, Episode 14x03)
- 2021: Slumber Party Massacre
- 2022: Raised by Wolves (Fernsehserie, Episode 2x02)
- 2022: Eraser: Reborn
- 2022: Sê Jou Sê (Fernsehserie)
- 2023: The Power (Fernsehserie, Episode 1x04)
- 2023: Arendsvlei (Fernsehserie, 4 Episoden)
- 2023: Infiltration (Invasion, Fernsehserie, Episode 2x01)
- 2023: One Piece (Fernsehserie, Episode 1x07)

### Stunts
- 2019–2020: Warrior (Fernsehserie, 15 Episoden)

### Filmeditor
- 2017–2019: KosKaskenades (Fernsehserie, 9 Episoden)
- 2018: Ander Mens
- 2019: Dwaalster (Fernsehserie, 13 Episoden)
- 2019: Boxed Warriors (Fernsehserie, Episode 1x01)
- 2019: Kusasa (Dokumentation)
- 2020: Anatomy of a Wildfire (Dokumentation)
- 2021: Tali's Baby Diary (Fernsehserie, 10 Episoden)